# Rolls-Royce Silver Seraph
La Rolls-Royce Silver Seraph è una berlina di lusso prodotta dalla casa britannica Rolls-Royce Motors dal 1998 al 2002, sostituendo la Silver Spur e la Silver Spirit rimaste in produzione fino al 1998. Venne presentata il 3 marzo 1998 al Salone dell'automobile di Ginevra.

## Il contesto
La Silver Seraph era mossa da un Motore V12 di origine BMW in lega d'alluminio da 5,4L con cambio automatico a 5 velocità. L'elettronica di base includeva gestione digitale del motore, controllo di stabilità e freni con sistema antibloccaggio. La carrozzeria era per il 65% diversa da quella della Silver Spur eccetto per la calandra del radiatore e i cerchi. Esternamente la Silver Seraph era uguale alla sua gemella, la Bentley Arnage, prodotta nella stessa fabbrica e con cui condivideva sia il telaio che la carrozzeria; è stato l'ultimo modello Rolls-Royce ad essere concepito in collaborazione con la Bentley sia sotto il profilo estetico che tecnico.

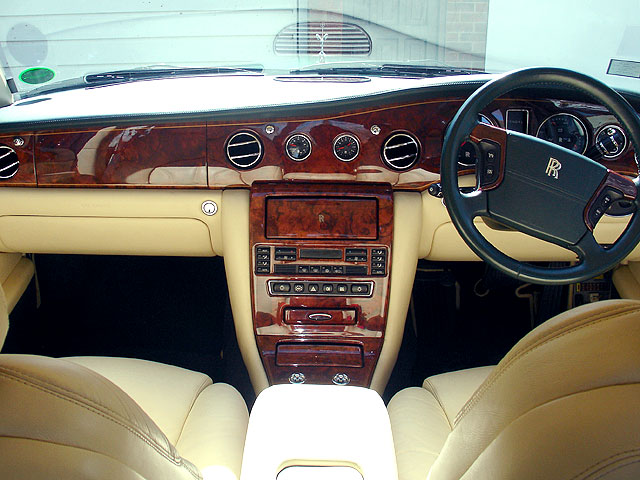
Gli interni

La Silver Seraph era disponibile in diversi colori e tonalità metallizzate mentre gli interni erano rivestiti in pelle Connolly e radica di noce.
La Silver Seraph raggiungeva una velocità di 225 km/h (140 miglia/h) grazie al propulsore di progettazione tedesca da 5.379 cm³ che erogava la potenza di 240 kW con una coppia motrice di 490 Nm.
Tutte le Silver Seraph vennero prodotte nella fabbrica della Rolls-Royce di Crewe in Inghilterra. L'auto aveva un prezzo base di $220.695 e ne furono prodotte 1570. La Silver Seraph fu uno degli ultimi modelli marchiati Rolls-Royce prodotti nello stabilimento di Crewe, attualmente sede della produzione Bentley.